# فوكام

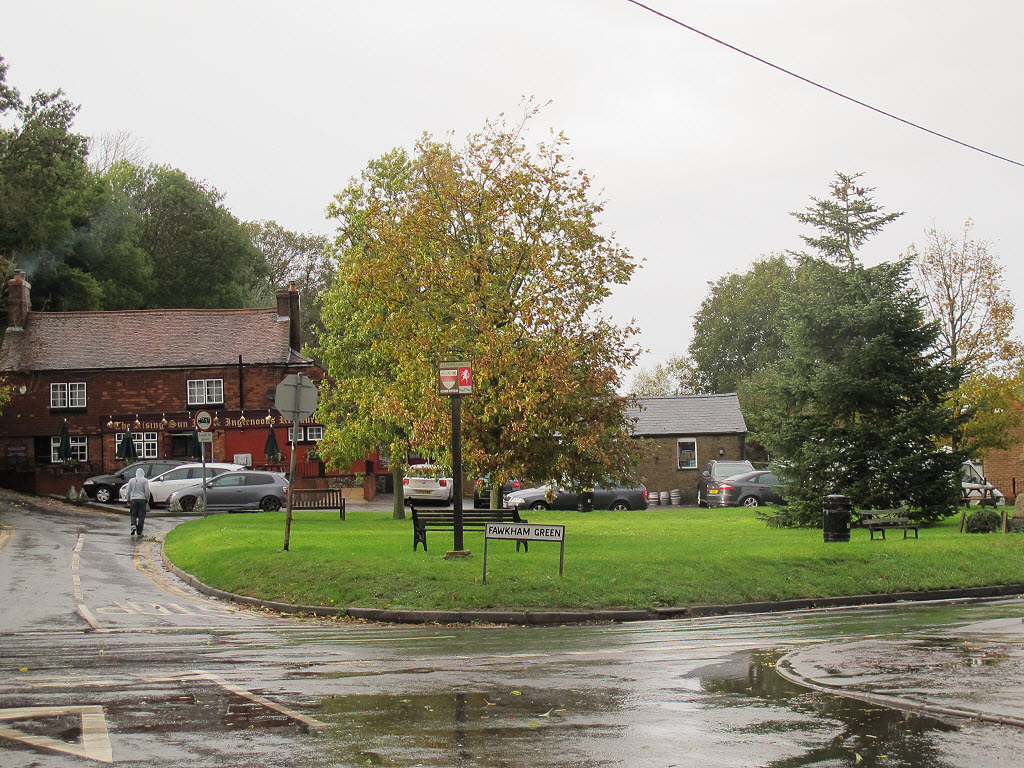
شارع فوكام بعد المطر

فوكام هي قرية وأبرشية مدنية في دائرة سيفينواكس في كنت بإنجلترا. يُعرَّف مجلس مقاطعة سيفينوكس بأنها قرية صغيرة يبلغ عدد سكانها 429 نسمة. فوكام هي مستوطنة خطية منخفضة الكثافة على طول قاع وادي طباشيري جاف بطول حوالي 3 ميل (5 كـم) مع تقاطع الحارات الثانوية. لا يوجد مركز قرية واضح، على الرغم من وجود مجموعات من المباني بالقرب من الكنيسة/ تقاطع مع كاسل هيل ، وحول القرية الخضراء والمنزل العام عند التقاطع مع طريق فوكهام الأخضر. يوجد حوالي 220 منزل.

## روابط خارجية
- موقع مجلس فوكام